# SuperPower 2
SuperPower 2 — компьютерная игра в жанре глобальной стратегии в реальном времени. Разработана канадской студией Golem Labs, издана DreamCatcher Interactive в 2004 году, в России локализована компанией Akella, в продажах с мая 2005 года.
В игре присутствует планета Земля почти со всеми государствами на начало 2001 года. В отличие от Civilization, где карта плоская и дискретная, в SuperPower 2 карта шарообразная и протяжённая. Многие элементы игры реалистичны. Численность населения, ВВП, геополитические отношения и военная техника идентична настоящей, что состоит на вооружение соответствующих стран. Как и в реальной жизни, государства состоят в различных международных организациях, это ООН, СНГ, НАТО и другие, менее известные.
Кроме традиционного для глобальных стратегий акцента на военные юниты, в SuperPower 2 есть инструменты макроэкономического регулирования: процентная ставка ЦБ, подоходный налог и налог на предприятия, который различен для отраслей экономики.
Разработчик, студия Golem Labs, состоит из трёх программистов и нескольких дизайнеров, которые, по заявлению на официальном сайте, нацелены на создание оригинальных интеллектуальных игр.

## Игровой процесс
Виджеты управления разбиты на три категории.

### Политика

Выбор формы правления

Формы правления, каких в игре имеется шесть: однопартийная и многопартийные демократии, теократия, коммунистический строй, военная диктатура, монархия.
Законы, которые можно разрешить и запретить: контрацепцию, детский труд, полигамию, свободу слова и демонстраций, ограничение на количество детей в семье, однополые браки, женское избирательное право, аборты.
Управление религиями и языками, разрешать и запрещать их, делать официальными.
Можно ознакомиться с международными договорами, которые заключила страна, узнать процент населения, который поддерживает действия правительства, узнать формальную оценку стабильности и коррупции в стране.

### Армия
В разделе «армия» можно распределить деньги на исследования, от которых зависит скорость самолётов и точность стрельбы пушек. Здесь же присутствует конструктор юнитов, а также возможность купить или построить новые войска. Если потратить деньги на обучение военных, их содержание станет обходиться дороже. Если ваша армия тратит слишком много денег, лишние подразделения можно продать или распустить в специальном списке всех ваших войск. Уменьшить расходы армии можно так же, расквартировав подразделения. Подразделение также может находиться в состоянии готовности, боя или может окопаться и ждать неприятеля.

#### Ядерное Оружие
При запуске ракет вы можете указать государство, цель (население или армию государства-врага), процент ваших боезарядов, которые полетят к цели. При ядерной бомбардировке стабильность падает, отношения со всем миром ухудшаются, автоматически объявляется война.
Те страны, у которых нет ядерного оружия, могут его разрабатывать, но это перечит договору о нераспространении ядерного оружия, поэтому при разработке отношения со всеми странами сильно ухудшатся.

### Экономика
В разделе «экономика» можно ознакомиться с доходной и расходной частью бюджета. Если ваш баланс отрицательный, можно попросить крупные державы оплатить ваши долги. Такие страны, как КНДР в SuperPower 2 каждый год получают субсидии от других государств. Для каждой отрасли экономики можно указать свой налог, величина которого повлияет на экономический рост отрасли. Экономика может производить избыточное количество каких-то товаров или услуг. В этом случае торможение может быть полезным. Вы можете увеличить выработку продукции, понизив налоги в отрасли. Так же дефицит может компенсироваться импортом.

#### Бюджет

Окно бюджета

Все деньги в игре измеряются в долларах, бюджет страны имеет свои доходы и расходы.
```
Доходы:
```

Подоходный налог — Прибыль зависит от ВВП на душу населения и процента самого налога.
Торговля — Отображает количество средств, получаемых от торговли. Прибыль в основном зависит от производства ресурсов, также от отношений со странами, количество закупщиков, участия в войнах и т.д. Также можно инвестировать деньги для увеличения производства.
Туризм — Прибыль с туризма зависит от выделения средств на колонку расхода "туризм", однако для хорошей прибыли с туризма нужно много времени.
Кредиты бедным странам — выдаются странам с низким доходом.
```
Расходы:
```

Инфраструктура — Улучшает производство, размещение и перемещение войск внутри страны, улучшает состояние экономики и поддержку правительства.
Пропаганда — Повышает поддержку правительства, ухудшает дипломатические отношения с остальными странами.
Окружающая среда — Помогает увеличить производство в аграрном секторе, повышает поддержку правительства.
Здравоохранение — Снижает уровень смертности и повышает поддержку правительства.
Образование — Повышает производство ресурсов в секторе услуг, повышает поддержку правительства, влияет на уровень бедности в стране и уровень жизни.
Телекоммуникации — Поднимает поддержку правительства и здоровье экономики, повышает достоверность разведки вражеский подразделений.
Правительство — Повышает стабильность в стране и понижает уровень коррупции, повышает поддержку правительства.
Кредит бедным странам — Повышает дипломатические отношения со всем миром.
Исследования — финансирует военные исследования.
Туризм — Постепенно повышает доход от туризма, повышает поддержку правительства.
```
Фиксированные расходы:
```

Безопасность — содержание секретных подразделений.
Дипломатия — каждый международный договор в игре стоит денег, цена зависит от типа договора и количества участников.
Торговля — траты на закупку дефицитных товаров, если отраслью управляет государство.
Содержание Армии — Содержание армии, чем лучше армия, тем больше денег нужно на их содержание.
Долг — выплата процентов по государственному долгу.
Коррупция — деньги, потерянные в результате коррупции.

## Оценки
| Сводный рейтинг       | Сводный рейтинг |
| Агрегатор             | Оценка          |
| --------------------- | --------------- |
| GameRankings          | 53,71 %         |
| Metacritic            | 51/100          |
| Иноязычные издания    |                 |
| Издание               | Оценка          |
| CGW                   | [ 4 ]           |
| GameSpot              | 5,2/10          |
| GameSpy               | [ 6 ]           |
| GameZone              | 7,6/10          |
| IGN                   | 4,5/10          |
| PC Gamer (UK)         | 41 %            |
| PC Gamer (US)         | 43 %            |
| PC Zone               | 58 %            |
| PC Format             | 51 %            |
| Русскоязычные издания |                 |
| Издание               | Оценка          |
| Absolute Games        | 75 %            |
| «ЛКИ»                 | 8,7/10          |

## Продажи
Летом 2018 года, благодаря уязвимости в защите Steam Web API, стало известно, что точное количество пользователей сервиса Steam, которые играли в SuperPower 2 Steam Edition хотя бы один раз, составляет 83 969 человек.

## Похожие игры
- Hearts of Iron
- SuperPower - предшественница.
- Supreme Ruler
- Geopolitical Simulator